# José Luis Pérez-Albela
José Luis Pérez-Albela Beraún (Lima, 16 de marzo de 1953)1 Es un médico cirujano, egresado de la Universidad Nacional Federico Villarreal (1975-1985).3 6 Reconocido como principal referente en medicina natural, preventiva e integrativa en Perú, que ha hecho de su vida todo un ejemplo a seguir.
Es un ferviente promotor de la nutrición rica en magnesio, utilizando insumos selectos originarios de Perú.1 4 5 Como fruto de esta dedicación, ha desarrollado Magnesol, un suplemento nutricional a base de magnesio y zinc que ha demostrado ofrecer amplios beneficios para el bienestar general. 
Asimismo, ha lanzado la prestigiosa marca Dr. Pérez-Albela39, bajo el eslogan “Bienestar natural para toda la vida”. Esta marca comprende infusiones naturales elaboradas a partir de cultivos ecológicos certificados y libres de pesticidas, en variedades especializadas como Gripal, Mujer y Sueño, así como la Loción de Magnesio, una fórmula distintiva con cloruro de magnesio, glicerina y extracto puro de aloe vera, elaborada bajo los más altos estándares de calidad para el cuidado de la piel.
Su impacto trasciende el ámbito médico, ya que también es escritor, exatleta, empresario y conferencista.

## Biografía
Desde temprana edad, su interés por ayudar a los demás lo llevó a la medicina. Sin embargo, en su etapa universitaria, se orientó hacia la medicina tradicional andina en función de la macrobiótica, que se fundamenta principalmente en el consumo de cereales integrales, legumbres y verduras. Esta disciplina aborda de manera integral aspectos físicos, mentales, sociales, entre otros.
Esta dedicación a la medicina también se refleja en su compromiso con el deporte, al que él describe como un "pasaporte a la salud". Desde su infancia, ha sido parte de la selección peruana de atletismo como corredor, logrando triunfos en eventos internacionales en representación de Perú. Entre sus logros se destaca la victoria en el campeonato de Chile, donde se hizo acreedor de la medalla de oro. En 1970, se destacó como Campeón Nacional Juvenil, obteniendo 4 medallas de oro y un trofeo.3 Asimismo, en 1975, se consagró como Campeón Nacional de Mayores y fue finalista en los 100 metros planos en el Estadio de Maracaná de Río de Janeiro, Brasil.
Con su enfoque principal en la concientización, cuidado y prevención de la salud, el Dr. Pérez-Albela mantiene una colaboración activa con los medios de comunicación desde 1987. Desde sus inicios en Radio Nacional con el programa "Buen día, salud", 1 ha llevado su compromiso a la televisión con "Bien de salud", estrenado en 1991 en TNP y posteriormente difundido en ATV+.10 convirtiéndose en uno de los programas más longevos de la televisión peruana.
Recientemente, lanzó una versión renovada y actualizada del mismo programa en Panamericana Televisión. Además de la mencionada emisión sabatina de "Bien de salud", también se le puede ver dando breves consejos y datos informativos en el noticiero "Buenos días Perú" 42
En 1993, fundó el Instituto Bien de Salud Wellness Center, 8 un centro especializado en medicina natural e integrativa. Como fundador y director, lidera un equipo que ofrece una amplia gama de servicios y terapias alternativas, incluyendo consulta médica, orientación integrativa, acupuntura, nutrición, psicología, reflexología, Shiatsu, Reiki, entre otros.
Reconocido como "El padre del magnesio en el Perú", el Dr. Pérez-Albela destaca la importancia del magnesio como el "mineral milagroso" y elemento esencial para el equilibrio bioquímico del cuerpo. Durante más de 33 años, ha difundido los beneficios de este mineral, iniciando su exploración durante la etapa universitaria. Su encuentro crucial con la bioquímica Ana María Lajusticia, gestora del magnesio en Europa, impulsó sus investigaciones.
Como resultado de sus extensos estudios e investigación pionera, en 1995 lanzó su innovadora composición de magnesio y zinc, conocida como Magnesol.3 18 19 Posteriormente, destacó como ponente principal en el prestigioso Congreso Internacional del Magnesio en 2005, un evento de alto nivel científico organizado por la Sociedad Internacional para el Desarrollo de Investigación del Magnesio, donde actualmente es miembro distinguido. tuvo la extraordinaria oportunidad de interactuar con renombrados investigadores a nivel mundial, compartiendo valiosas experiencias y hallazgos revolucionarios en el estudio de este mineral esencial y su profundo impacto en la salud humana.
Estuvo casado con Gloria Narváez Abanto, con quien tuvo 4 hijos 1 y quien fue su compañera de vida en este recorrido de la salud preventiva y la promoción del magnesio. En 2012, anunciaron su libro "Dar de mamar es amar" en la Feria Ricardo Palma. 11 12
En 2016, fundó Grupo Vida Sol, una destacada empresa peruana líder en la producción y comercialización de productos naturales y servicios especializados que ofrecen una alternativa efectiva y natural para mejorar la salud integral y la calidad de vida de las personas y sus familias.
Asimismo, el doctor realiza conferencias gratuitas con la participación de profesionales destacados en distintas ubicaciones del país. Estos eventos no solo buscan difundir su mensaje sobre salud y prevención, sino también proporcionar un espacio para escuchar las consultas de la población y expresar su agradecimiento.
Su participación activa en la comunidad académica abarca una distinguida trayectoria de eventos a nivel nacional e internacional, incluyendo conversatorios y congresos de alto impacto. En 2013, destacó como conferencista principal en salud preventiva para el prestigioso Colegio de Abogados de Lima, y en 2024 participó en el XVII Congreso Internacional del Magnesio realizado en Italia.13
El Dr. Pérez-Albela ha escrito y publicado un total de 9 libros fundamentales, donde plasma magistralmente sus conocimientos, prácticas innovadoras y consejos esenciales para potenciar la salud integral. Entre estas obras destacadas se incluye "El magnífico magnesio", lanzado en 2016, un libro que explora en profundidad las propiedades y el funcionamiento transformador de este mineral vital en un lenguaje accesible. 
Y, su más reciente contribución titulada "Somos Energía", publicada por la prestigiosa editorial Penguin Random House, donde invita al lector a emprender un fascinante viaje de descubrimiento a través de los caminos de la medicina y la nutrición integrativa, develando conocimientos ancestrales para alcanzar un bienestar pleno. Ambas obras fueron presentadas con gran éxito en la Feria Internacional del Libro.
Esta amplia gama de contribuciones, que abarca desde la investigación y la promoción de la salud hasta la escritura y la participación activa en los medios de comunicación, subraya la destacada carrera del Dr. Pérez-Albela como referente en medicina natural y preventiva en Perú.

## Magnesio y Magnesol
Durante más de tres décadas, el Dr. Pérez-Albela ha dedicado su carrera a la promoción de los beneficios del magnesio, dando origen a Magnesol en 1991, un suplemento natural que integra magnesio y zinc. 35
En 1995, debido al éxito, se presentó una versión más práctica con 33 sobres de 2g cada uno, convirtiéndose en la preferida de los peruanos.
En 2003, la Dra. Carolyn Dean mencionó al Dr. Pérez-Albela en su libro "El milagro del magnesio", también conocido como "The Magnesium Miracle" en inglés. En este libro, lo describe como un vehemente defensor del magnesio, al cual llama el "sol de tu salud". Además, destaca que utiliza el cloruro de magnesio como base para su producto Magnesol.
En 2014, el Dr. Pérez-Albela introdujo las opciones efervescentes: "Magnesol Efervescente Limón", elaborado con citrato de magnesio y zinc, esencia de limón y Stevia; y "Magnesol Efervescente Naranja", con la misma composición, esencia de naranja y endulzado con Stevia.
Posteriormente, en 2020, la empresa adoptó un enfoque de sostenibilidad, introduciendo empaques reciclables. En el año 2021, el Grupo Vida Sol, responsable de Magnesol, inició alianzas con diversas entidades para promover una comunidad más saludable y consciente a través de programas de sostenibilidad, alimentación y cuidado del entorno.36
En 2024, Grupo Vida Sol realizó un rebranding del producto con un cambio de identidad visual para darle más frescura, cercanía y transparencia a la marca. En paralelo, la marca lanzó su nuevo producto, Magnesol Kids, una apuesta innovadora que le permite ingresar al segmento infantil, con el objetivo de brindar a los niños las dosis de magnesio y zinc adecuadas para su edad.

## Marca Dr. Pérez-Albela
En 2023, se introdujo al mercado la nueva línea de marca Dr. Pérez-Albela con su producto Infusiones Dr. Pérez-Albela: Gripal, Mujer y Sueño. Estas infusiones, elaboradas a partir de cultivos ecológicos libres de pesticidas, transgénicos y otros químicos, están diseñadas para aliviar los síntomas del resfriado común, el insomnio y más.
La Infusión Gripal combina una mezcla de Salvia, Limón, Flor de Sauco, Eucalipto y Kion. La Infusión Mujer está compuesta por Menta Poleo, Menta Piperita, Orégano y Salvia. Mientras tanto, La Infusión Sueño contiene Toronjil, Pimpinela, Manzanilla y Salvia.
Los filtros son reutilizables hasta 2 veces y biodegradables, y el empaque es 100% reciclable y libre de plástico. 45 46
Un año después, se lanzó la Loción de Magnesio Dr. Pérez-Albela, una fórmula distintiva elaborada con cloruro de magnesio, glicerina y extracto puro de aloe vera. Este producto 100% vegano y libre de parabenos está especialmente diseñado para acondicionar, hidratar y suavizar la piel, brindando una sensación refrescante y relajante en la zona de aplicación.

## Libros
| Año  | Título |
| ---- | --- |
| 2011 | Do In Fomenta la mejora personal a través de técnicas de automasaje. |
| 2014 | El Poder del Ayuno En sus dos ediciones, enseña los beneficios y prácticas del ayuno para desintoxicar, rejuvenecer, curar enfermedades, aclarar la mente y elevar el alma. |
| 2016 | El Magnífico Magnesio Describe todo lo relacionado al magnesio, abordando su importancia y beneficios. Camino a la Prosperidad y Bienestar Absoluto Motiva a buscar la prosperidad en aquellas cosas que no se cambiarían por dinero.                                            |
| 2017 | Palabras que Sanan Manual para utilizar las palabras con precisión y mejorar la salud física y espiritual. |
| 2019 | El Sueño Sagrado Describe la importancia del descanso diario: el sueño, el espacio en el que viven los recuerdos y sus propósitos. Viva Sano Día a Día Responde preguntas comunes con respuestas útiles para la salud, actuando como guía para mejorar y potenciar la vitalidad. |
| 2022 | Vivamos Más y Mejor Responde a miles de dudas sobre la longevidad y pone a disposición las mejores recetas para tener más vida, más salud y más años. |
| 2023 | ¿Cómo estás tú? ¡Bien de Salud! 108 artículos llenos de sabiduría y bienestar integral. |
| 2024 | Somos energía Invita a alcanzar un equilibrio integral a partir de la adopción de hábitos saludables transformadores y de una auténtica nutrición que alimenta vigorosamente el organismo, fortalece las emociones y nutre profundamente el alma.                                |

## Medios de Comunicación
| Año           | Título                     | Emisora                                               | Notas                              |
| ------------- | -------------------------- | ----------------------------------------------------- | ---------------------------------- |
| 1987          | Buen Día, Salud.           | Radio Nacional del Perú                               | Conductor 1 28                     |
| 1991 - 2023   | Bien de Salud.             | ATV+                                                  | Conductor 37                       |
| 1997          | Energía Todo el Día.       | Tv Perú                                               | Conductor 27                       |
| 2009          | Salud al Día.              | Radio Capital                                         | Junto a Carla Arzubiaga.29         |
| 2012          | Dr. Tv                     | América Televisión                                    | Invitado especial.30               |
| 2013 - actual | Vivamos Felices.           | Radio Felicidad                                       | Conductor.31                       |
| 2015 - 2017   | Bien de Salud en Corazón   | Radio corazón                                         | Conductor.                         |
| 2015          | Doctor en Casa             | En colaboración con diario El Popular                 | Escritor                           |
| 2015 - 2018   | Dr. Pérez-Albela           | Radio Capital                                         | Conductor.                         |
| 2018          | Despierta con Capital      | Radio Capital                                         | Conductor.                         |
| 2018          | La hora de la Nutrición    | Radio Bienestar                                       | Conductor.                         |
| 2020          | Esto es Guerra             | América Televisión                                    | Invitado especial (La escuelita)32 |
| 2020          | El reventonazo de la Chola | América Televisión                                    | Invitado especial                  |
| 2020          | Mujeres al Mando           | Latina Televisión                                     | Invitado especial                  |
| 2021          | Noche de Patas             | Panamericana                                          | Invitado especial                  |
| 2023 - actual | Las Leyes de la Salud      | Radio Felicidad                                       | Conductor                          |
| 2023 - actual | Artículos y megaláminas    | Colaboración con diario Ojo y El Popular              | Escritor 38                        |
| 2024 - actual | Bien de Salud              | Versión fresca y renovada en Panamericana Televisión. | Conductor 42                       |

## Reconocimientos
En 2014, la Municipalidad Provincial de Trujillo otorgó un reconocimiento al Dr. Pérez-Albela en virtud de sus 29 años de servicio y valiosos aportes a la promoción de la medicina natural, la salud preventiva, el deporte y la educación. En honor a su dedicación y contribuciones, el médico cirujano fue distinguido con la entrega de la Medalla y Diploma de Honor por parte de la mencionada entidad municipal.33 39
Asimismo, en el mismo año y bajo el mismo concepto, el Congreso de la República del Perú también distinguió al médico y especialista en tratamientos con medicinas naturales con un Diploma de Honor. 40 41

## Participaciones
- En 2014, el Dr. José Luis Pérez-Albela propuso medidas para mejorar la salud pública en la Comisión de Salud del Congreso de la República del Perú, abogando por políticas que promuevan el descanso en el trabajo y la prevención del cáncer, entre otras recomendaciones. 43

- En 2015, el Dr. Pérez-Albela participó como conferencista en el primer Congreso Internacional de Medicina Natural Alternativa, abogando por la prevención de enfermedades y la conservación de la salud mediante enfoques naturales. 44

- En la sesión ordinaria del 2000 de la Comisión de Salud, Población y Familia del Congreso de la República del Perú, el doctor fue invitado a exponer sobre la medicina no convencional. Su participación se dio en el contexto del proyecto de ley propuesto por el congresista Erland Rodas, que proponía la incorporación de la Medicina Complementaria al Sistema Nacional de Salud. 45

- En 2023 dictó una charla con motivo del Día Mundial de la Salud en el Congreso de la República del Perú, evento organizado por el congresista José Williams.42
- En 2024, asistió al XVII Congreso Internacional del Magnesio, integrándose a una selecta comunidad de destacados profesionales de la salud que buscan profundizar en los conocimientos más avanzados sobre el magnesio y su impacto en la vida moderna.